# Marton Reservoirs (südlicher Stausee)
Die Marton Reservoirs sind zwei hintereinanderliegende und zur Wasserversorgung dienende Stauseen im Rangitikei District der Region Manawatū-Whanganui auf der Nordinsel von Neuseeland.

## Geographie
Der südliche Stausee der Marton Reservoirs befindet sich rund 6,8 km nördlich der kleinen Stadt Marton und rund 6,1 km nordwestlich des New Zealand State Highway 1 sowie rund 6,7 km südöstlich des Turakina River. Der See, dessen Stauziel auf eine Höhe von 232 m angelegt ist, umfasst eine Fläche von rund 14 Hektar, bei einer Länge von rund 720 m und einer maximalen Breite von rund 210 m.
Gespeist wird der See durch den Abfluss des nördlichen Stausees und einen von Osten zulaufenden Bach. Die Entwässerung findet hingegen über einen westlich der Staumauer befindlichen Überlauf statt, der das Wasser wieder dem Tutaenui Stream übergibt, der viele Kilometer später in den Rangitikei River mündet.